# 松山镇 (天祝藏族自治县)
松山镇，是中华人民共和国甘肃省武威市天祝藏族自治县下辖的一个乡镇级行政单位。

## 行政区划
松山镇下辖以下地区：
松山镇社区、阿岗湾村、中大沟村、芨芨滩村、石塘村、红石村、滩口村、松山村、鞍子山村、藏民村、达隆村、蕨麻村、黑马圈河村、满洲营村、塔墩子村、卧龙沟村和武威农场村。

## 交通
- 338国道过境。